# Zschocksches Stift

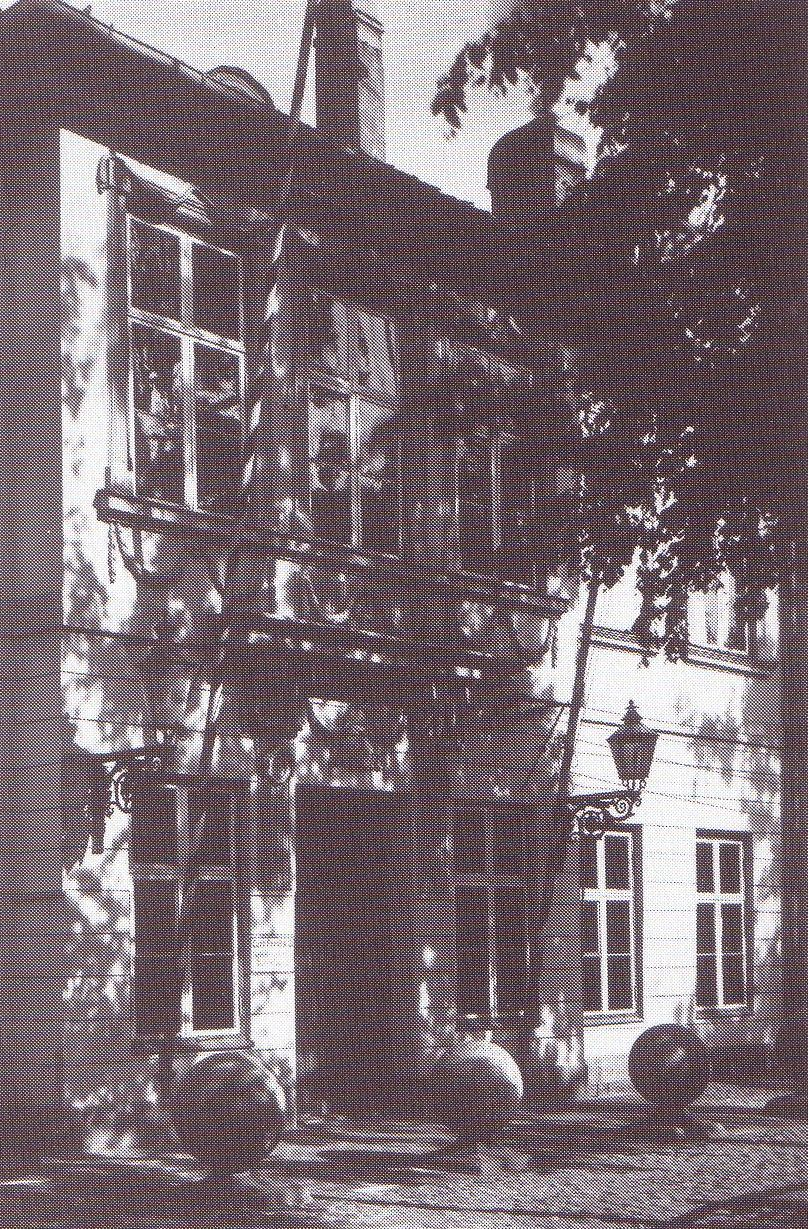
Das Zschocksche Stift (hier: Saturgussches Haus) am Neuen Graben 6–8

Das Zschocksche Stift auf einer Dauerbriefmarke der Serie Deutsche Bauwerke aus zwölf Jahrhunderten

Das Zschocksche Stift war ein Kaufmannshaus und Damenstift in Königsberg (Preußen).

## Geschichte
Kommerzienrat Friedrich Saturgus, ein Königsberger Großkaufmann, erbte einen großen, bis zum Pregel reichenden Garten. 1753 baute er das Saturgussche Haus mit sieben Fenstern Front und schuf einzigartige Gartenanlagen mit Rokokofiguren, Hecken, Irrgarten und Wasserspielen, die vom Neuroßgärter Kirchenberg versorgt wurden.
Nach seinem Tod 1754 verschönten seine Neffen und Erben Friedrich Franz und Adolf Bartholomäus Saturgus den Garten weiter und legten im Hause ein Naturalienkabinett an, das Prof. Bode pflegte und dessen Kustos 1766 Immanuel Kant war. 1784 wurde das Kabinett versteigert. Ein Teil wurde Grundstock des Zoologischen Museums. Die Brüder Saturgus gingen in Konkurs.
1788 kaufte der Stadtjustizrat S. Kuhnke Haus und Garten und baute das Saturgussche Haus im Zopfstil um. Nun hatte es elf Fenster Front und vier große Granitkugeln mit zwei Fahnenstangen vor dem Portal. 1803 wurde es zum Teil verkauft. Kuhnke schmückte den größeren Rest des Gartens mit weiteren Figuren und Gartenhäuschen. 1809 wohnte Wilhelm von Humboldt im Saturgusschen Haus.
Nach dem Tode von Kuhnkes Sohn kaufte der Kaufmann Georg Zschock den Saturgusschen Besitz und erneuerte die verfallene Wasserleitung. Nach seinem Tod bewohnten seine drei unverheirateten Schwestern das schöne Haus. Nach ihren Testamenten wurde 1872 am Neuen Graben (Nr. 8) unmittelbar südlich anschließend ein langer schmaler Trakt als Stift für verarmte unverheiratete Kaufmannstöchter angebaut, der unterhalb des Mittelgiebels in Goldbuchstaben die Inschrift „Zschocksches Fräuleinstift“ trug. Der Name „Zschocksches Stift“ bezeichnete gewöhnlich dabei aber die gesamte Anlage, wie zeitgenössische Veröffentlichungen zeigen, obwohl der Name „Zschocksches Stift“ streng genommen nur für den Anbau von 1872 richtig wäre, wie Mühlpfordt herausstellt. Wie testamentarisch verfügt, pflegte die Königsberger Kaufmannschaft Haus und Garten. Die Verwalter der Stiftung (Carl Neumann, Walter Pirsch und Kurt Laubmeyer) ließen die Wasserleitung erneuern und die teilweise verrotteten Sandsteinfiguren ersetzen. Der Maler Karl Bublitz malte dem Einsiedler ein neues Gesicht.
Die letzte private Abendmusik für die Stiftsfräulein fand am 21. Juni 1944 im Garten statt. Am 29./30. August 1944 verbrannte die „süddeutsch anmutende Herrlichkeit“ bei den Bombenangriffen der Royal Air Force.